# Ростовская соборная мечеть (1918)
Ростовская соборная мечеть — мечеть в Ростове-на-Дону, Области Войска Донского.

## История
В Ростове-на-Дону первые мусульманские молитвенные дома (мечети) появились в последней четверти XIX века. Так для возведения одной из них, в середине 1910-х годов на плане города между Скобелевской улицей (ныне улица Красноармейская) и Покровским кладбищем (ныне не существует), был указан участок, отведенный для строительства мечети. Точная дата завершения строительства этой мечети неизвестна, ориентировочно это 1917 или 1918 год. Строительство велось на пожертвования купцов-мусульман в честь татарских полков, отличившихся в войне против армии Наполеона.
Мечеть представляла собой кубовидное двухэтажное здание, завершенное куполом, увенчанным полумесяцем. Декор главного фасада, где находился вход в мечеть, был выполнен вокруг центрального верхнего, круглого окна, которое выделяла стрельчатая арка. Минарет с меньшим куполом и полумесяцем находился слева от входа в мечеть. Строительный надзор при возведении мечети вел городской архитектор Г. Н. Васильев.

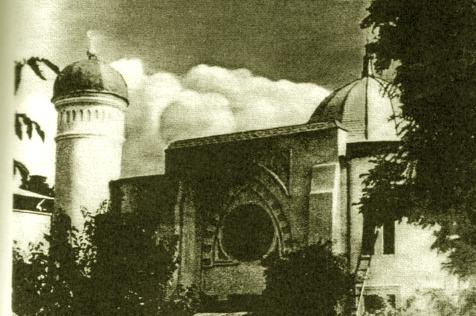
Мечеть в 1930-е годы

Деятельность мусульманской общины мечети продолжалась до начала 1930-х годов, после чего мечеть (как и многие православные храмы) закрыли, а минарет частично разобрали. После окончания Великой Отечественной войны мечеть возобновила свою деятельность. В 1953 году в мечети был проведен капитальный ремонт.
Так как она находилась в непосредственной близости от одной из воинских частей Советской армии, то в хрущёвские времена, в июле 1963 года, по приказу командующего Северо-Кавказским военным округом генерала И. А. Плиева здание мечети перешло на баланс воинской части, мусульманская община была выселена, а всё храмовое имущество конфисковано. Последним имам-хатыбом мечети был Шангареев Каляметдин-хазрат (1905—1986), который проработал в ней с 1956 по 1963 годы.

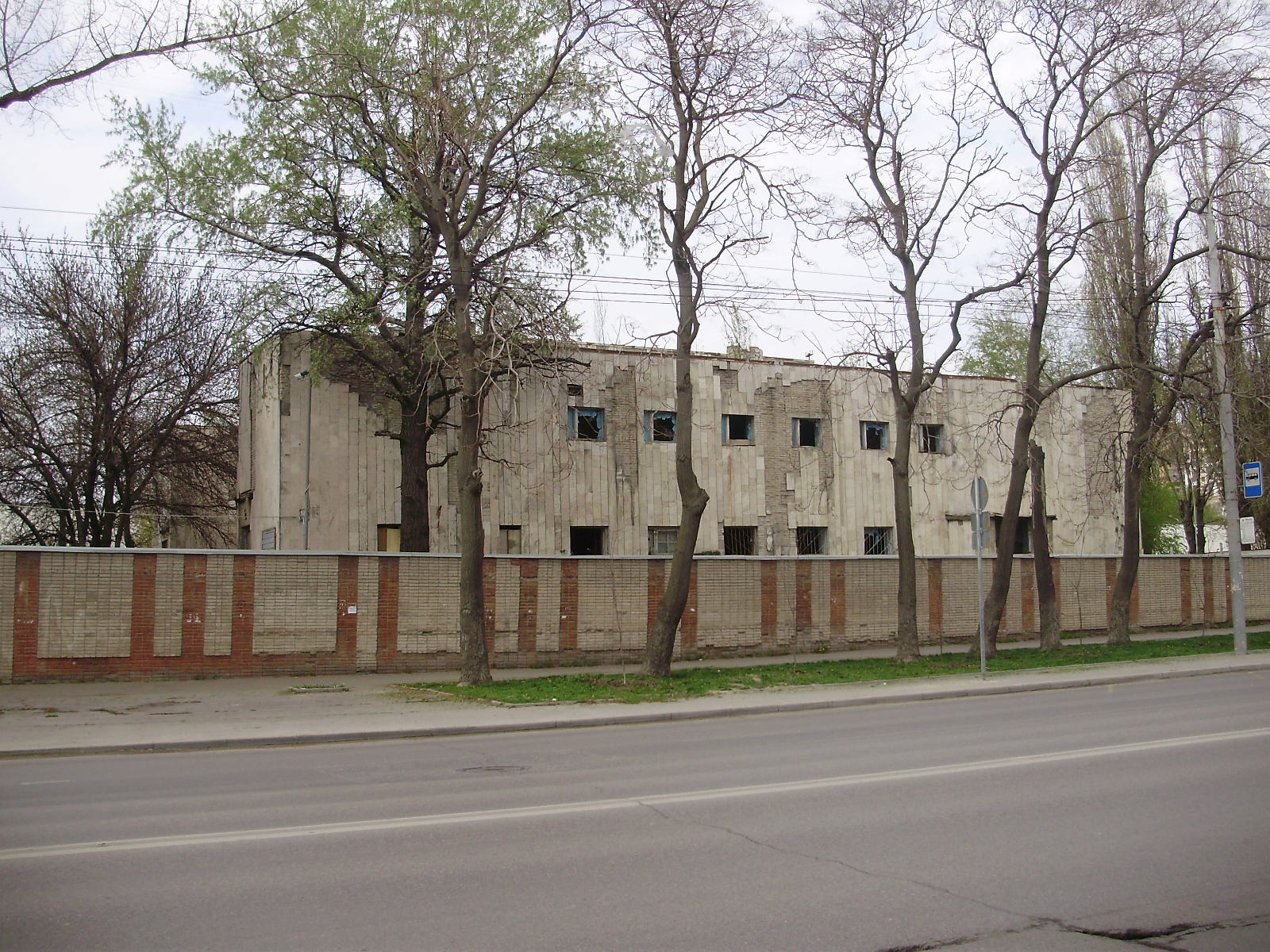
Здание мечети в 2017 году

В 1978 году здание было реконструировано под воинский клуб. С 1982 года мусульманская община Ростова-на-Дону начала вести переговоры с городскими властями и военным округом о возвращении перестроенного здания мечети верующим — переговоры были долгими и безрезультатными. Администрация Ростова выделило для строительства новой мечети место в районе Парка строителей (на улице Варфоломеева). Однако на этом месте мечеть не была возведена. Новая соборная мечеть была построена только в 2003 году на Фурмановской улице.
В ноябре 2017 года городская администрация выставила здание бывшей мечети на продажу.